# Tapiranga czarnobrzucha
Tapiranga czarnobrzucha (Ramphocelus nigrogularis) – gatunek małego ptaka śpiewającego z rodziny tanagrowatych (Thraupidae). Zamieszkuje północną część Ameryki Południowej na wschód od Andów. Nie jest zagrożony wyginięciem.

## Systematyka
Tapiranga czarnobrzucha została opisana po raz pierwszy przez niemieckiego badacza Johanna Baptista von Spixa w 1825 roku. Nazwa gatunkowa pochodzi od łacińskich słów: niger co znaczy czarny, oraz gularis oznaczające gardło. Gatunek ten jest jednym z dziewięciu należących do rodzaju Ramphocelus. Badania mitochondrialnego DNA sugerują, że najbliżej spokrewnionym gatunkiem jest tapiranga szkarłatna (Ramphocelus dimidiatus), ich drogi rozeszły się około 800 000 lat temu. Nie wyróżnia się podgatunków.

## Charakterystyka
Dorosły samiec ma czarną twarz, gardło, skrzydła, brzuch i ogon, reszta upierzenia jest jasnoczerwona. Dziób jest srebrzysty. Samica przypomina wyglądem samca, poza brązowawym brzuchem i ciemniejszym upierzeniem na całym ciele. Młode są także znacznie ciemniejsze. Długość dorosłego osobnika waha się od 18 do 19 cm. Przypomina wyglądem cynoberka (Calochaetes coccineus), występuje jednak na niższych wysokościach.

## Występowanie
Zamieszkuje lasy deszczowe do wysokości 600 m n.p.m. Najczęściej występuje w pobliżu strumieni, zbiorników wodnych i na granicach lasu.
Występuje głównie na terenie Amazonii, w tym na terenie Brazylii, Peru, Kolumbii, Boliwii i Ekwadoru. Obszar występowania tego gatunku obejmuje około 2 100 000 km².

## Pożywienie
Tak jak większość ptaków z rodziny Thraupidae, tapiranga czarnobrzucha odżywia się głównie owocami, uzupełniając dietę małymi owadami, w szczególności latającymi termitami. Zależy to od periodycznego występowania w ich środowisku życia uskrzydlonych samców i samic termitów. Latające osobniki tych owadów są pokarmem znacznie bogatszym w składniki odżywcze niż naziemne. Tapiranga czarnobrzucha żywi się również nektarem kwiatów. Obserwowano osobniki tego gatunku żywiące się na kwiatach Erythrina fusca, będąc przy okazji wektorem do przenoszenia pyłku i zapylania.

## Tryb życia
Zauważono, że u tapirang czarnobrzuchych występuje zjawisko odwróconej dominacji, podobnie jak u tapirang ciemnych (Ramphocelus carbo). Jest to nietypowe dla ptaków wróblowatych, u których zazwyczaj samiec dominuje nad samicą, a ptaki cięższe i większe przeważają nad mniejszymi. Zaobserwowano również konkurencyjne zachowania wobec tapirang ciemnych, a niekiedy nawet agresję w obronie najlepszych terenów zlokalizowanych w pobliżu rzek i starorzeczy. Wynika to głównie z dużego zagęszczenia tych populacji. W okresie lęgowym jednak, oba te gatunki współpracują ze sobą.

## Rozród
Tapiranga czarnobrzucha odbywa okres lęgowy pomiędzy porą suchą i deszczową, najczęściej wypada w czerwcu. Gniazda zakładają w koloniach, angażując w opiekę i ochronę młodych całą grupę. Czasami gniazdują wspólnie z tapirangą ciemną.

## Status
W Czerwonej księdze gatunków zagrożonych IUCN tapiranga czarnobrzucha klasyfikowana jest jako gatunek najmniejszej troski (LC, Least Concern) nieprzerwanie od 1988 roku. Liczebność populacji nie została oszacowana, ale ptak ten opisywany jest jako dość pospolity. Trend liczebności populacji uznawany jest za stabilny.